# Spermophora thorelli
Spermophora thorelli là một loài nhện trong họ Pholcidae. Loài này được phát hiện ở Myanmar.